# Saison 2 des Maîtres de l'horreur
Chronologie
Saison 1
Cet article présente le guide des épisodes de la seconde saison de la série télévisée Les Maîtres de l'horreur.

## Épisodes

### Épisode 1:Les Forces obscures
- États-Unis : 27 octobre 2006 sur Showtime
- France :

- Sean Patrick Flanery (Kevin)
- Marisa Coughlan (Dina)

### Épisode 2:Une famille recomposée
- États-Unis : 3 novembre 2006 sur Showtime
- France :

- George Wendt (Harold)
- Meredith Monroe (Celia)
- Matt Keeslar (David)

### Épisode 3:V comme vampires
- États-Unis : 10 novembre 2006 sur Showtime
- France :

- Michael Ironside (Mr. Chaney)
- Arjay Smith (Kerry)
- Branden Nadon (Justin)
- Jodelle Ferland (petite sœur de Justin )

### Épisode 4:Un son qui déchire
- États-Unis : 17 novembre 2006 sur Showtime
- France :

- Chris Bauer (Larry Pierce)

### Épisode 5:Piégée à l'intérieur
- États-Unis : 24 novembre 2006 sur Showtime
- France :

- Ron Perlman (Dwayne)
- Caitlin Wachs (Angelique)
- Emmanuelle Vaugier (Kim)
- Mark Feuerstein (Alex)
- Derek Mears (le démon)

### Épisode 6:J'aurai leur peau
- États-Unis : 1er décembre 2006 sur Showtime
- France :

- Meat Loaf (le fourreur)
- John Saxon (le trappeur)

### Épisode 7:La Guerre des sexes
- États-Unis : 8 décembre 2006 sur Showtime
- France :

- Jason Priestley (Alan)
- Kerry Norton (Anne)
- Elliott Gould (Barney)

### Épisode 8:La Muse
- États-Unis : 15 décembre 2006 sur Showtime
- France :

- Tyron Leitso (Rob Hanisey)
- Christopher Lloyd (Everett Neely)
- Claire Grant (Valérie)
- Tony Todd (Le démon)
- Jonathan Watton (Bruce Sweetland)

### Épisode 9:Péchés de jeunesse
- États-Unis : 12 janvier 2007 sur Showtime
- France :

- Lee Tergesen (Layne)
- Colin Cunningham (Virgil)
- William Forsythe (Buster)

### Épisode 10:Le Chat noir
- États-Unis : 19 janvier 2007 sur Showtime
- France :

- Jeffrey Combs (Edgar Allan Poe)
- Elyse Levesque (Virginia Poe)

### Épisode 11:George le cannibale
- États-Unis : 26 janvier 2007 sur Showtime
- France :

- Johnathon Schaech (Mike Franks)
- Venus Terzo (Amy)
- Saul Rubinek (professeur Harkinson)

### Épisode 12:Mort clinique
- États-Unis : 5 janvier 2007 sur Showtime
- France :

- Martin Donovan (Cliff Addison)
- Julia Anderson (Abby)
- Robin Sydney (Trish)

### Épisode 13:Croisière sans retour
- États-Unis : 2 février 2007 sur Showtime
- France :

- Daniel Gillies (Jack Miller)
- Yoshino Kimura (Yuri)
- Ryo Ishibashi (Eji)